# Kościół Najświętszej Maryi Panny Nieustającej Pomocy w Andrespolu
Kościół Najświętszej Maryi Panny Nieustającej Pomocy w Andrespolu – rzymskokatolicki kościół parafialny należący do parafii pod tym samym wezwaniem (dekanat Łódź-Olechów archidiecezji łódzkiej).
Budowa świątyni została rozpoczęta w kwietniu 2000 roku. Projektantami kościoła są architekt Aleksy Dworczak i inżynier Janusz Frey. Budowla jest trzynawowa, z boku znajduje się kaplica, w której odprawiane są nabożeństwa w dni powszednie. W bryłę kościoła jest wkomponowana wieża z krzyżem. Świątynia została oddana do użytku i poświęcona w dniu 4 maja 2003 roku przez arcybiskupa Władysława Ziółka.
Do wyposażenia budowli należą: drewniany ołtarz, organy elektroniczne, stacje drogi krzyżowej, 1 dzwon, okna witrażowe ozdobione wizerunkami świętych, wszystkie drzwi wykonane z metalu.